# Mike Kelfer
Michael Kelfer (Peabody, Massachusetts, 1967. január 2. –) amerikai profi jégkorongozó.

## Pályafutása
Komolyabb karrierjét a Bostoni Egyetem csapatában kezdte 1985–1986-ban. Az egyetemi csapatban 1989-ig játszott. Legjobb szezonjában 34 mérkőzésen 53 pontot szerzett. Az 1985-ös NHL-drafton a Minnesota North Stars választotta ki a hetedik kör 132. helyén. A National Hockey League-ben sosem játszott. Felnőtt pályafutását az AHL-es Springfield Indiansban kezdte 1989 végén. A következő szezonban szezonban már az IHL-es Kansas City Bladesben játszott majd egy mérkőzés erejéig meghívást kapott az AHL-es Capital District Islandersbe. Ezután visszavonult.